# معهد العلوم الجنسية
معهد العلوم الجنسية (بالألمانية: Institut für Sexualwissenschaft) هو أحد أوائل معاهد البحث الخاصة في علم الجنس بألمانيا وقد استمر عمله من عام 1919 حتى عام 1933. ويمكن ترجمة اسمه من الألمانية بأشكال مختلفة مثل: معهد دراسات الجنس أو معهد لعلم الجنس أو معهد لعلوم الجنسانية. شملت عمليات حرق الكتب التي ارتكبها النازيين في برلين على كامل أراشيف المعهد.
كان المعهد مؤسسة غير ربحية تقع في حي تيرغارتن ببرلين يرأسهُ ماغنوس هيرشفلد. وكان هيرشفلد مديرًا للجنة العلمية-الإنسانية منذ عام 1897 والتي دعت بالاعتماد على أسسٍ مُحافِظة ومنطقيَّة للتسامح وحقوق المثليين. كذلك دأبت اللجنة على نشر دورية حول علم الجنس لمدة من الزمن. كما كان هيرشفلد باحثاً فعمل على جمع إحصاءات واستطلاعات للرأي لما يقرب من 10,000 شخص ليستند عليها في تأليفه لكتابه «مثلية الرجل والمرأة» الذي قام بنشره عام 1914. وقد بنى مكتبة مميزة حول موضوع الحب من نفس الجنس والشبقية.
تعرض المعهد والمكتبات التابعة له للتدمير الممنهج بعد إحكام النازيين لسيطرتهم على ألمانيا في ثلاثينيات القرن العشرين، فكان التدمير جزء من برنامج الرقابة الذي فرضه النظام النازي على يد اللواءات الشبابية والذين قاموا بحرق كتب المعهد ووثائقه في الشوارع.

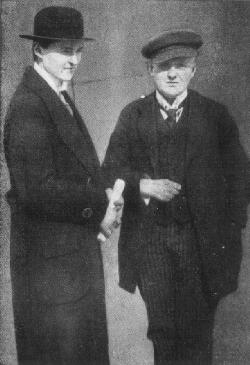
كان هيدفيغ (على اليسار) صديقاً متحولاً جنسياً لماغنوس هيرشفلد وعاش لمدة سنتين في برلين تحت اسم هربرت. الصورة مأخوذة من مؤلف هيرشفلد بعنوان "الوسطاء الجنسيين" الذي نُشر عام 1922.

## الأصول والهدف
افتتح هيرشفلد ومعاونه آرثر كرونفيلد معهد العلوم الجنسية عام 1919، وقد كان كرونفيلد معالجاً نفسياً شهيراً ومن ثم أستاذاً في مستشفى شاريتيه الجامعي ببرلين. حوى المعهد على أقسام مخصصة للعلوم الطبية والنفسية والأثنية ومكتباً استشارياً لقضايا الجنس والزواج بالإضافة لكونه مكتبة بحثية واستضافته لأرشيف ضخم. كان يتردد على المعهد حوالي 20,000 شخص سنوياً وأجروا حوالي 1,800 استشارة. أما الزائرين الأفقر فقد عولجوا بالمجان. ودعا المعهد عن التعليم الجنسي ومنع الحمل ومعالجة الأمراض المنقولة جنسياً وتحرير المرأة وكان المعهد رائداً عالمياً بالدعوة للحقوق المدنية والقبول الاجتماعي للمثليين والمتحولين جنسياً.
ترأس هيرشفيلد المؤتمر الدولي الثالث للرابطة العالمية للإصلاح الجنسي في قاعة ويغمور بلندن عام 1929.

## التحول الجنسي
يعود الفضل لماغنوس هيرشفلد في نحت مصطلح "تحول جنسي"، متعرفاً على التصنيف المرضي والذي عمل زميله هاري بينجامين على تطويره في الولايات المتحدة فيما بعد. كما كان المتحولون جنسياً ممن عملوا في المعهد ومن بين العملاء أيضاً.
لعب المعهد دوراً ملحوظاً في توفير العديد من الخدمات الطبية الجراحية والهرمونية، وكان منها أولى عمليات تغيير الجنس الحديثة خلال ثلاثينات القرن العشرين. كما عمل هيرشفلد مع قسم شرطة برلين للتخفيف من اعتقالات مرتدي الملابس المعاكسة لجنسهم بشبهة الدعارة.

## الحقبة النازية

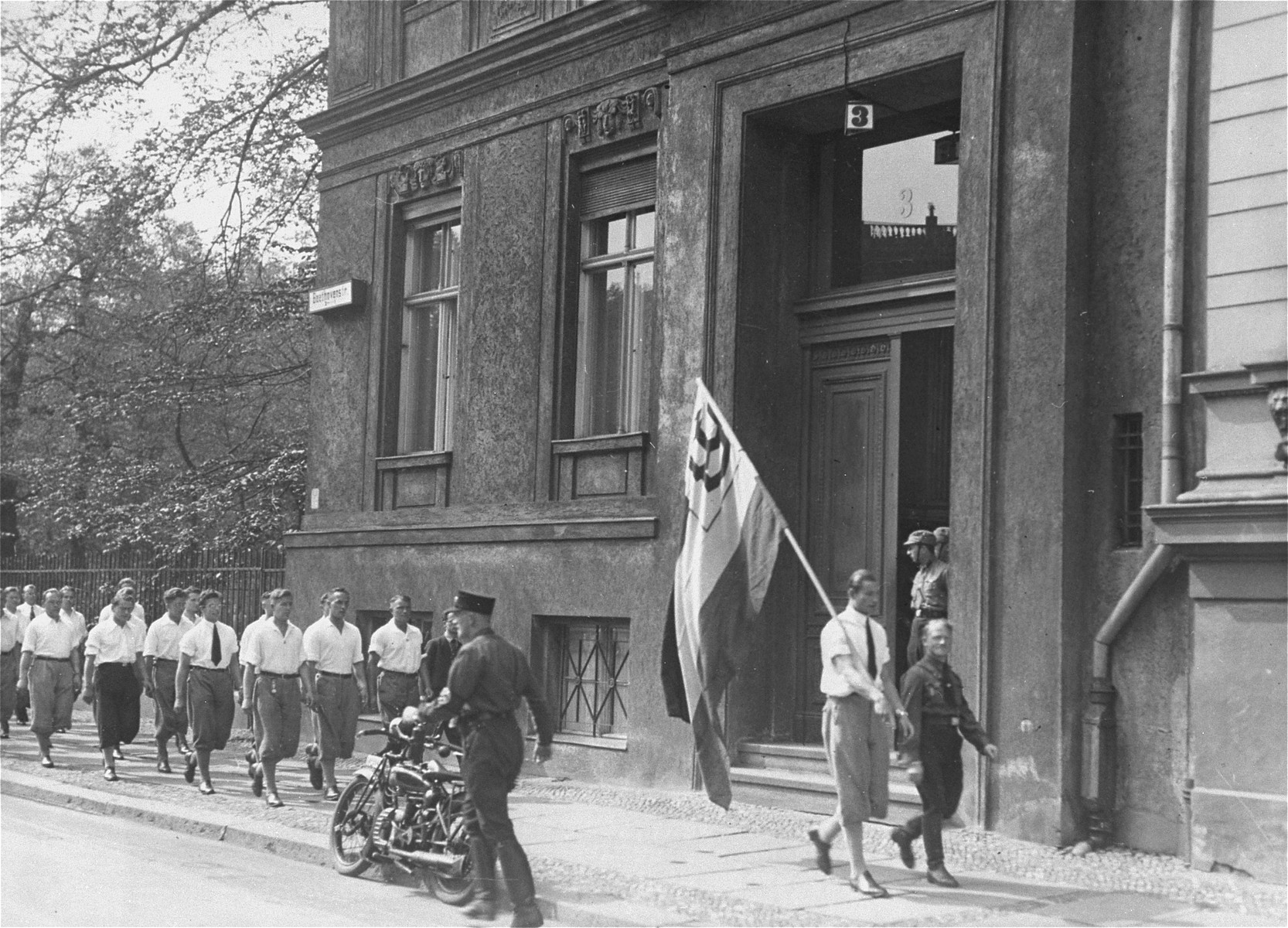
مسيرة لطلاب ألمان يتبعون للحزب النازي أمام معهد الأبحاث الجنسية في برلين بتاريخ 6 مايو 1933. وقد قاموا لاحقًا بمهاجمة المعهد وتدمير الأراشيف وعمِلوا على إحراق معظم المواد.

حرق النازيون أعمال المؤلفين اليهود يوم 10 مايو 1933، واعتبر النازيون مكتبة معهد أبحاث العلوم الجنسية بالإضافة لأعمال أخرى «غير ألمانية».
عمل الحزب النازي على شن حملة لتصفية النوادي المثلية ببرلين في أواخر فبراير من عام 1933 بعدما ضعُفَ تأثير إرنست روم، ومنعت المؤلفات الجنسية وحظرت هيئات المثليين. وعلى أثر ذلك فقد فر الكثير من ألمانيا (ومنهم مثلًا إريكا مان). كما أرسل كيرت هيلر المدير الرئيسي للمعهد إلى أحد معسكرات الاعتقال.

## بعد الحرب العالمية الثانية
نص ميثاق المعهد على التبرع بجميع الأصول العائدة لمؤسسة د. ماغنوس هيرشفلد (التي تكفلت برعاية المعهد منذ عام 1924) إلى جامعة هومبولت في برلين في حال تم حله. كذلك كتب هيرشفلد وصية شخصية حين كان في المنفى بباريس. أراد في وصيته أن يعهد بأصوله الباقية لطالبيه ووريثيه كارل غيزه ولي شيو تونغ (تاو لي) حتى يسيروا على خطاه ويواصلوا عمله، ولكن لم يعمل بأي من هذه الشروط. عدَّت المحاكم الألمانية الغربية أن حل النازيين للمعهد ومصادرة أملاكه في عام 1934 كان إجراءًا قانونيًا. كذلك أبقى المجلس التشريعي الألماني الغربي على التعديلات التي أجراها النازيون على المادة 175 من قانون العقوبات، وهو ما جعل من المستحيل على الرجال المثليين الناجين المطالبة بالحصول على تعويضات مادية عن المركز الثقافي الذي طاله الدمار.
عاش لي شيو تونغ في سويسرا والولايات المتحدة حتى عام 1956. تشير المعلومات المتاحة إلى عدم محاولة الأخير مواصلة عمل هيرشفلد. استطاع ويليام دور ليغ ومنظمة وان المدمجة جمع بعض البقايا الناجية من المكتبة في الولايات المتحدة خلال خمسينيات القرن العشرين.

## تطورات لاحقة
افتُتِحت مؤسَّسة جديدة لأبحاث الجنس في جامعة فرانكفورت في عام 1973. وافتُتِحت مؤسَّسة أخرى في جامعة هومبولت ببرلين عام 1996.